# Římskokatolická farnost Rančířov u Jihlavy
 Římskokatolická farnost Rančířov u Jihlavy je územní společenství římských katolíků v děkanství jihlavském s farním kostelem svatého Petra a Pavla. 

## Historie farnosti
První písemná zmínka o vsi pochází z roku 1303. Vznik kostela svatého Petra a Pavla je spojován s letopočtem 1400 uvnitř kostelní lodě. Stavba je však zřejmě mnohem starší a její základy lze klást do druhé poloviny 13. století. V první polovině 16. století se v Rančířově objevil první protestantský pastor Adrian Göschl a po něm několik dalších, až do roku 1623, kdy odešel poslední. Působením jihlavských jezuitů se obyvatelé opět navrátili ke katolické víře. V roce 1667 byla obsazena také zdejší fara. 

## Duchovní správci
Administrátorem excurrendo byl od září 2013 do srpna 2014 P. ThLic. Petr Ivan Božik, O.Praem. Dalším administrátorem excurrendo byl od září 2014 do července 2017 P. Mgr. Mag. Christian Martin Pšenička, O.Praem. Novým administrátorem se od srpna 2017 stal P. Mgr. Vavřinec Martin Šiplák, O.Praem., který současně působil jako farní vikář (kaplan) ve farnosti u sv. Jakuba v Jihlavě.  K 1. srpnu 2020 byl administrátorem excurrendo ustanoven D. RNDr. Štěpán Jakub Tichý, OPraem., Ph.D.

## Bohoslužby
| Kostel                    | Místo           | Bohoslužba (den) | Hodina | Poznámka     |
| ------------------------- | --------------- | ---------------- | ------ | ------------ |
| svatého Petra a Pavla     | Rančířov        | neděle           | 11.00  | Farní kostel |
| Kaple svatého Floriána    | Čížov u Jihlavy |                  |        | [ 1 ]        |
| Kaple Svaté Rodiny        | Hosov           |                  |        | [ 1 ]        |
| Kaple Nejsvětější Trojice | Pístov          |                  |        | [ 1 ]        |
| Kaple Panny Marie         | Rosice          |                  |        | [ 1 ]        |

## Aktivity ve farnosti
Den vzájemných modliteb farností za bohoslovce a bohoslovců za farnosti brněnské diecéze i Adorační den připadá na neděli mezi 5. a 11. září.
Každoročně se ve farnosti koná tříkrálová sbírka. V roce 2015 se vybralo 8 221 korun.